# Edson Álvarez
Edson Omar Álvarez Velázquez (Tlalnepantla de Baz, Estado de México, 24 de octubre de 1997) es un futbolista mexicano que juega como defensa central o mediocentro defensivo en el West Ham United F. C. de la Premier League de Inglaterra. Es internacional absoluto con la selección de México, de la cual es capitán.

## Biografía
Álvarez nació en Tlalnepantla de Baz, un municipio al norte de la Ciudad de México, hijo de Adriana Velázquez y Evaristo Álvarez. De orígenes humildes, Álvarez decidió probar para el equipo juvenil del Club América, y finalmente llegó al equipo después de una prueba de tres meses. Llegaría a las prácticas diarias del equipo a través de un viaje de ida y vuelta de tres a cuatro horas desde su casa en Tlalnepantla y el campo de entrenamiento del club en Coapa. Según Álvarez, gastaría casi el 70 por ciento de su salario mensual en transporte.

## Trayectoria

### América
A comienzos de 2014, inició su carrera en la categoría sub-17 del América donde se mantuvo hasta mediados de 2015, aunque también alternando con el plantel del América Coapa. Posteriormente pasó al equipo sub-20, y a partir del Torneo Apertura 2016 empezó a ser convocado al equipo de la Primera División por el técnico Ignacio Ambriz.
El 24 de agosto de 2016, debutó en la Copa MX jugando 57 minutos en la victoria de las águilas por 2 a 0 ante los Mineros de Zacatecas. En la Primera División, inició su primer partido bajo las órdenes de Ricardo La Volpe, en un encuentro disputado el 29 de octubre de 2016 contra Santos Laguna en el Estadio Azteca, que finalizaría con marcador de 3 a 1 en favor del América. Este director técnico asemejó su salida defensiva a medio de contención con la del futbolista alemán Franz Beckenbauer.
Su primer gol como profesional llegó en la final del mismo torneo, cuando anotó de cabeza el gol que le daba la ventaja a su equipo en el tiempo extra, sin embargo, un gol al minuto 119 por parte de Jesús Dueñas mandó el encuentro a penales, donde el América falló todos sus tiros y Tigres se coronó campeón. El 16 de diciembre de 2018, disputó su segunda final de liga contra Cruz Azul y anotó los dos goles para coronarse campeón.

### Ajax de Ámsterdam

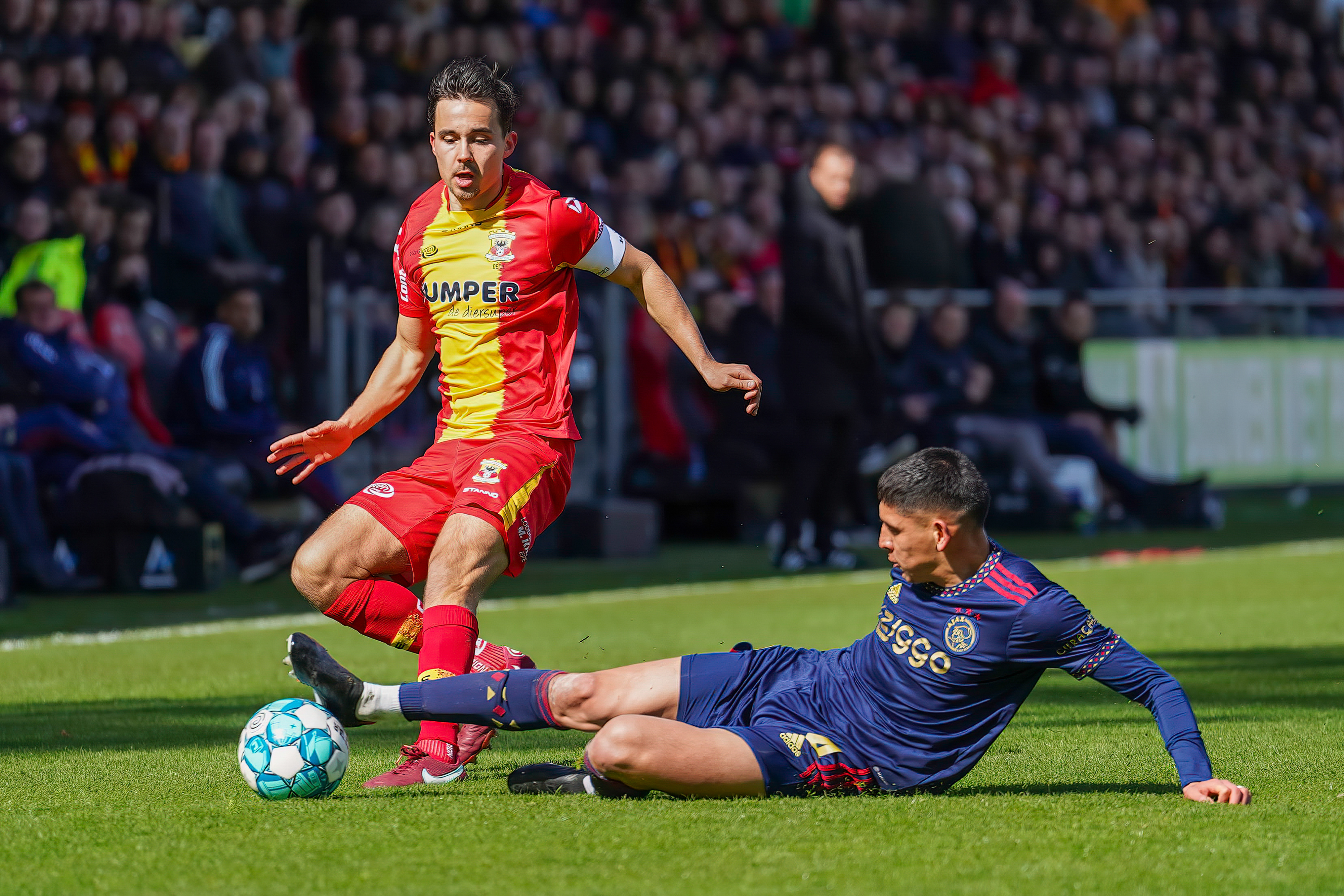
Álvarez en un partido del Go Ahead Eagles vs. Ajax en el Adelaarshorst Stadion en la jornada 27 de la temporada 2022-23.

El 19 de julio de 2019 se completó su transferencia al Ajax de Ámsterdam de la Eredivisie, club que desembolsó una suma de € 15 millones.
Pasó con éxito el reconocimiento médico y fue presentado oficialmente el 22 de julio, recibiendo la camiseta número 4 que había quedado vacante tras la marcha de Matthijs de Ligt. El club anunció una suma de transferencia oficial de 15 millones de euros. El 17 de agosto, Álvarez hizo su debut competitivo con el Ajax como suplente en el minuto 74 en la victoria del equipo por 4-1 en la liga sobre el VVV-Venlo. El 29 de agosto, Álvarez marcó su primer gol en su debut como titular ante el APOEL en el partido de vuelta de la ronda de play-off de la Liga de Campeones de la UEFA. El 17 de septiembre, Álvarez anotó el segundo gol en la victoria por 3-0 en la fase de grupos de la Liga de Campeones sobre el Lille, convirtiéndose en el primer jugador mexicano en marcar en su debut en la Liga de Campeones.
El 21 de marzo de 2021, Álvarez anotó su primer gol en la Eredivisie con el Ajax en la victoria por 5-0 sobre el ADO Den Haag. Al final de su segunda temporada, fue nominado a mejor jugador de la liga.
El 27 de octubre de 2021, se anunció que Álvarez firmó una extensión de contrato con Ajax hasta 2025.

### West Ham United
El 10 de agosto de 2023, se oficializó la llegada de Edson Álvarez al West Ham United de la Premier League, marcando un nuevo capítulo en su carrera deportiva. Proveniente del Ajax de la Eredivisie, esta transferencia lo convirtió en el cuarto jugador mexicano en unirse a las filas del equipo londinense.
La trascendencia de Álvarez en el West Ham United radica en su papel como mediocampista defensivo, aportando sus habilidades tanto en la contención como en la distribución del juego. La agencia Reuters reportó que la transacción para adquirir al futbolista mexicano se estima entre 41 y 44 millones de euros, consolidándolo como el segundo mexicano más caro en la historia del fútbol.

## Selección nacional

### Categorías inferiores
El 22 de enero de 2016 fue convocado por la Sub-20 para una concentración rumbo a las eliminatorias para la Copa Mundial de Fútbol Sub-20 de 2017. El 9 de febrero de 2017 fue incluido en la lista final de los 20 futbolistas que disputarían el Campeonato Sub-20 de la Concacaf de 2017 con sede en Costa Rica. En este torneo, el cuadro mexicano no refrendó el título del cual era defensor y concluyó en la tercera posición, sin embargo, logró la clasificación a la Copa Mundial de Fútbol Sub-20.
Debutó en la Copa del Mundo el 23 de mayo de 2017, en el primer partido de la fase de grupos ante Vanuatu, jugando los noventa minutos y anotando el gol del triunfo de su selección al minuto 94 del tiempo agregado. Posteriormente jugaría todos los minutos posibles ante Alemania, Venezuela, Senegal e Inglaterra.

### Selección absoluta
El 30 de enero de 2017 fue convocado a la selección absoluta por el entrenador Juan Carlos Osorio para disputar un partido amistoso ante Islandia. El 8 de febrero de 2017 debutó entrando al minuto 61 por Jesús Molina ante el mencionado rival.
El 7 de junio de 2017 fue incluido en la lista preliminar de 40 futbolistas que disputarían la Copa Oro de 2017 realizada en los Estados Unidos y el 28 de junio fue confirmada su asistencia al estar dentro de la lista final de 23 jugadores. Anotó su primer gol como seleccionado mexicano en el partido en que México venció 2-0 a su similar de Curazao.
Disputó los 4 partidos que jugó la Selección de México en la Copa Mundial de Fútbol de 2018, en la que quedaron eliminados en los octavos de final al perder por 2 a 0 contra Brasil. Durante la fase de grupos anotó un gol en propia puerta frente a la selección de Suecia.

### Participaciones en fases eliminatorias
| Torneo                        | Categoría | Sede     | Resultado     | Partidos | Goles |
| ----------------------------- | --------- | -------- | ------------- | -------- | ----- |
| Clasificación Mundial de 2018 | Absoluta  | Concacaf | Primer puesto | 2        | 0     |

### Participaciones en fases finales
| Torneo                               | Categoría | Sede           | Resultado        | Partidos | Goles |
| ------------------------------------ | --------- | -------------- | ---------------- | -------- | ----- |
| Campeonato Concacaf de 2017          | Sub-20    | Costa Rica     | Tercer puesto    | 5        | 0     |
| Copa Mundial de 2017                 | Sub-20    | Corea del Sur  | Cuartos de final | 5        | 1     |
| Copa Oro de 2017                     | Absoluta  | Estados Unidos | Semifinal        | 5        | 1     |
| Copa Mundial de 2018                 | Absoluta  | Rusia          | Octavos de final | 4        | 0     |
| Copa Oro de 2019                     | Absoluta  | Estados Unidos | Campeón          | 4        | 0     |
| Liga de Naciones de 2019-20          | Absoluta  | Concacaf       | Subcampeón       | 4        | 1     |
| Copa Oro de 2021                     | Absoluta  | Estados Unidos | Subcampeón       | 6        | 0     |
| Copa Mundial de 2022                 | Absoluta  | Catar          | Primera Fase     | 2        | 0     |
| Copa de Oro de la Concacaf 2023      | Absoluta  | Estados Unidos | Campeón          | 7        | 0     |
| Liga de Naciones de la Concacaf 2024 | Absoluta  | Estados Unidos | Subcampeón       | 4        | 2     |

## Estadísticas

### Clubes
Actualizado al último partido disputado el 2 de noviembre de 2024.
| Club                             | Div.          | Temporada     | Liga  | Liga  | Liga   | Copas nacionales | Copas nacionales | Copas nacionales | Copas internacionales | Copas internacionales | Copas internacionales | Total | Total | Total  |
| Club                             | Div.          | Temporada     | Part. | Goles | Asist. | Part.            | Goles            | Asist.           | Part.                 | Goles                 | Asist.                | Part. | Goles | Asist. |
| -------------------------------- | ------------- | ------------- | ----- | ----- | ------ | ---------------- | ---------------- | ---------------- | --------------------- | --------------------- | --------------------- | ----- | ----- | ------ |
| Club América · México            | 1.ª           | 2016-17       | 21    | 2     | 0      | 6                | 0                | 0                | 1                     | 0                     | 0                     | 28    | 2     | 0      |
| Club América · México            | 1.ª           | 2017-18       | 31    | 0     | 0      | 4                | 0                | 0                | 4                     | 0                     | 0                     | 39    | 0     | 0      |
| Club América · México            | 1.ª           | 2018-19       | 34    | 3     | 0      | 12               | 0                | 1                | —                     | —                     | —                     | 46    | 3     | 1      |
| Club América · México            | Total club    | Total club    | 86    | 5     | 0      | 22               | 0                | 1                | 5                     | 0                     | 0                     | 113   | 5     | 1      |
| Ajax de Ámsterdam · Países Bajos | 1.ª           | 2019-20       | 12    | 0     | 0      | 3                | 0                | 0                | 8                     | 2                     | 0                     | 23    | 2     | 0      |
| Ajax de Ámsterdam · Países Bajos | 1.ª           | 2020-21       | 24    | 2     | 2      | 5                | 0                | 0                | 10                    | 0                     | 0                     | 39    | 2     | 2      |
| Ajax de Ámsterdam · Países Bajos | 1.ª           | 2021-22       | 31    | 5     | 1      | 3                | 0                | 0                | 7                     | 0                     | 0                     | 41    | 5     | 1      |
| Ajax de Ámsterdam · Países Bajos | 1.ª           | 2022-23       | 31    | 3     | 3      | 5                | 0                | 0                | 8                     | 1                     | 0                     | 44    | 4     | 3      |
| Ajax de Ámsterdam · Países Bajos | Total club    | Total club    | 88    | 10    | 6      | 16               | 0                | 0                | 33                    | 3                     | 0                     | 147   | 13    | 6      |
| West Ham United F. C. Inglaterra | 1.ª           | 2023-24       | 31    | 1     | 1      | 4                | 0                | 0                | 7                     | 1                     | 1                     | 42    | 2     | 2      |
| West Ham United F. C. Inglaterra | 1.ª           | 2024-25       | 8     | 0     | 0      | 2                | 0                | 0                | —                     | —                     | —                     | 10    | 0     | 0      |
| West Ham United F. C. Inglaterra | Total club    | Total club    | 39    | 1     | 1      | 6                | 0                | 0                | 7                     | 1                     | 1                     | 52    | 2     | 2      |
| Total carrera                    | Total carrera | Total carrera | 213   | 16    | 7      | 44               | 0                | 1                | 45                    | 4                     | 1                     | 302   | 20    | 9      |
| 1. 2. 3.                         |               |               |       |       |        |                  |                  |                  |                       |                       |                       |       |       |        |

### Selección de México
Actualizado al último partido jugado el 16 de noviembre de 2021
| Selección         | Año   | Eliminatorias | Eliminatorias | Continental | Continental | Mundial | Mundial | Amistosos | Amistosos | Total | Total | Media goleadora |
| Selección         | Año   | Part.         | Goles         | Part.       | Goles       | Part.   | Goles   | Part.     | Goles     | Part. | Goles | Media goleadora |
| ----------------- | ----- | ------------- | ------------- | ----------- | ----------- | ------- | ------- | --------- | --------- | ----- | ----- | --------------- |
| Sub-18 · México   |       |               |               |             |             |         |         |           |           |       |       |                 |
| 2015              | —     | —             | —             | —           | —           | —       | 2       | 1         | 2         | 1     | 0.5   |                 |
| Total             | 0     | 0             | 0             | 0           | 0           | 0       | 2       | 1         | 2         | 1     | 0.5   |                 |
| Sub-20 · México   |       |               |               |             |             |         |         |           |           |       |       |                 |
| 2017              | —     | —             | 5             | 0           | 5           | 1       | —       | —         | 10        | 1     | 0.1   |                 |
| Total             | 0     | 0             | 5             | 0           | 5           | 1       | 0       | 0         | 10        | 1     | 0.1   |                 |
| Absoluta · México |       |               |               |             |             |         |         |           |           |       |       |                 |
| 2017              | 2     | 0             | 5             | 1           | —           | —       | 2       | 0         | 9         | 1     | 0.11  |                 |
| 2018              | —     | —             | —             | —           | 4           | 0       | 7       | 0         | 11        | 0     | 0     |                 |
| 2019              | —     | —             | 7             | 1           | —           | —       | 4       | 0         | 11        | 1     | 0.1   |                 |
| 2020              | —     | —             | —             | —           | —           | —       | 3       | 0         | 3         | 0     | 0     |                 |
| 2021              | 6     | 0             | 8             | 0           | —           | —       | 4       | 0         | 18        | 0     | 0     |                 |
| 2022              | 4     | 1             | —             | —           | 2           | 0       | 3       | 0         | 9         | 1     | 0.11  |                 |
| 2023              | —     | —             | 10            | 1           | —           | —       | 4       | 0         | 14        | 1     | 0.07  |                 |
| 2024              | —     | —             | 2             | 0           | —           | —       | 2       | 0         | 4         | 0     | 0     |                 |
| Total             | 12    | 1             | 32            | 3           | 6           | 0       | 29      | 0         | 79        | 4     | 0.04  |                 |
| Total             | Total | 12            | 1             | 37          | 3           | 11      | 1       | 31        | 1         | 91    | 6     | 0.06            |
| 1. 2.             |       |               |               |             |             |         |         |           |           |       |       |                 |

#### Partidos internacionales
| Detalle de partidos internacionales | Detalle de partidos internacionales | Detalle de partidos internacionales                         | Detalle de partidos internacionales | Detalle de partidos internacionales | Detalle de partidos internacionales | Detalle de partidos internacionales | Detalle de partidos internacionales        |
| N.º                                 | Fecha                               | Estadio                                                     | Rival                               | Resultado                           | Goles                               | Asist.                              | Competición                                |
| ----------------------------------- | ----------------------------------- | ----------------------------------------------------------- | ----------------------------------- | ----------------------------------- | ----------------------------------- | ----------------------------------- | ------------------------------------------ |
| 1.                                  | 8 de febrero de 2017                | Estadio Sam Boyd, Las Vegas, Estados Unidos                 | Islandia                            | 1-0                                 |                                     |                                     | Amistoso                                   |
| 2.                                  | 9 de julio de 2017                  | Qualcomm Stadium, San Diego, Estados Unidos                 | El Salvador                         | 3-1                                 |                                     |                                     | Copa de Oro de 2017                        |
| 3.                                  | 13 de julio de 2017                 | Sports Authority Field at Mile High, Denver, Estados Unidos | Jamaica                             | 0-0                                 |                                     |                                     | Copa de Oro de 2017                        |
| 4.                                  | 16 de julio de 2017                 | Alamodome, San Antonio, Estados Unidos                      | Curazao                             | 0-2                                 | Anotado                             |                                     | Copa de Oro de 2017                        |
| 5.                                  | 20 de julio de 2017                 | University of Phoenix Stadium, Phoenix, Estados Unidos      | Honduras                            | 1-0                                 |                                     |                                     | Copa de Oro de 2017                        |
| 6.                                  | 23 de julio de 2017                 | Rose Bowl, Pasadena, Estados Unidos                         | Jamaica                             | 0-1                                 |                                     |                                     | Copa de Oro de 2017                        |
| 7.                                  | 5 de septiembre de 2017             | Estadio Nacional, San José, Costa Rica                      | Costa Rica                          | 1-1                                 |                                     |                                     | Clasificación para la Copa Mundial de 2018 |
| 8.                                  | 10 de octubre de 2017               | Estadio Olímpico Metropolitano, San Pedro Sula, Honduras    | Honduras                            | 3-2                                 |                                     |                                     | Clasificación para la Copa Mundial de 2018 |
| 9.                                  | 10 de noviembre de 2017             | Estadio Rey Balduino, Bruselas, Bélgica                     | Bélgica                             | 3-3                                 |                                     |                                     | Amistoso                                   |
| 10.                                 | 23 de marzo de 2018                 | AT&T Stadium, Arlington, Estados Unidos                     | Croacia                             | 0-1                                 |                                     |                                     | Amistoso                                   |
| 11.                                 | 29 de mayo de 2018                  | Estadio Rose Bowl, Pasadena, Estados Unidos                 | Gales                               | 0-0                                 |                                     |                                     | Amistoso                                   |
| 12.                                 | 3 de junio de 2018                  | Estadio Azteca, Ciudad de México, México                    | Escocia                             | 1-0                                 |                                     |                                     | Amistoso                                   |
| 13.                                 | 9 de junio de 2018                  | Estadio Brøndby, Copenhague, Dinamarca                      | Dinamarca                           | 2-0                                 |                                     |                                     | Amistoso                                   |
| 14.                                 | 17 de junio de 2018                 | Estadio Olímpico Luzhnikí, Moscú, Rusia                     | Alemania                            | 0-1                                 |                                     |                                     | Copa Mundial de 2018                       |
| 15.                                 | 23 de junio de 2018                 | Rostov Arena, Rostov, Rusia                                 | Corea del Sur                       | 1-2                                 |                                     |                                     | Copa Mundial de 2018                       |
| 16.                                 | 27 de junio de 2018                 | Estadio Central, Ekaterimburgo, Rusia                       | Suecia                              | 0-3                                 |                                     |                                     | Copa Mundial de 2018                       |
| 17.                                 | 2 de julio de 2018                  | Cosmos Arena, Samara, Rusia                                 | Brasil                              | 2-0                                 |                                     |                                     | Copa Mundial de 2018                       |
| 18.                                 | 12 de septiembre de 2018            | Nissan Stadium, Nashville, Estados Unidos                   | Estados Unidos                      | 1-0                                 |                                     |                                     | Amistoso                                   |
| 19.                                 | 12 de octubre de 2018               | Estadio Universitario, San Nicolás, México                  | Costa Rica                          | 3-2                                 |                                     |                                     | Amistoso                                   |
| 20.                                 | 20 de noviembre de 2018             | Estadio Malvinas Argentinas, Mendoza, Argentina             | Argentina                           | 2-0                                 |                                     |                                     | Amistoso                                   |
| 21.                                 | 22 de marzo de 2019                 | SDCCU, San Diego, Estados Unidos                            | Chile                               | 3-1                                 |                                     |                                     | Amistoso                                   |
| 22.                                 | 26 de marzo de 2019                 | Levi´s, Santa Clara, Estados Unidos                         | Paraguay                            | 4-2                                 |                                     |                                     | Amistoso                                   |
| 23.                                 | 5 de junio de 2019                  | Mercedes-Benz, Atlanta, Estados Unidos                      | Venezuela                           | 3-1                                 |                                     |                                     | Amistoso                                   |
| 24.                                 | 19 de junio de 2019                 | Sports Authority Field, Denver, Estados Unidos              | Canadá                              | 3-1                                 |                                     |                                     | Copa de Oro de 2019                        |
| —                                   | 23 de junio de 2019                 | Bank of America, Charlotte, Estados Unidos                  | Martinica                           | 2-3                                 |                                     |                                     | Copa de Oro de 2019                        |
| 25.                                 | 29 de junio de 2019                 | NRG, Houston, Estados Unidos                                | Costa Rica                          | 1-1                                 |                                     |                                     | Copa de Oro de 2019                        |
| 26.                                 | 2 de julio de 2019                  | State Farm Stadium, Glendale, Estados Unidos                | Haití                               | 0-1                                 |                                     |                                     | Copa de Oro de 2019                        |
| 27.                                 | 7 de julio de 2019                  | Soldier Field, Chicago, Estados Unidos                      | Estados Unidos                      | 1-0                                 |                                     |                                     | Copa de Oro de 2019                        |
| 28.                                 | 10 de septiembre de 2019            | Alamodome, San Antonio, Estados Unidos                      | Argentina                           | 4-0                                 |                                     |                                     | Amistoso                                   |
| 29.                                 | 15 de noviembre de 2019             | Rommel Fernández, Ciudad de Panamá, Panamá                  | Panamá                              | 0-3                                 | Anotado                             |                                     | Liga de Naciones de 2019/20                |
| 30.                                 | 19 de noviembre de 2019             | Nemesio Díez, Toluca, México                                | Bermudas                            | 2-1                                 |                                     |                                     | Liga de Naciones de 2019/20                |
| 31.                                 | 7 de octubre de 2020                | Johan Cruyff, Ámsterdam, Países Bajos                       | Países Bajos                        | 0-1                                 |                                     |                                     | Amistoso                                   |
| 32.                                 | 14 de noviembre de 2020             | Wiener Neustadter, Wiener Neustadt, Austria                 | Corea del Sur                       | 2-3                                 |                                     |                                     | Amistoso                                   |
| 33.                                 | 17 de noviembre de 2020             | Merkur Arena, Graz, Austria                                 | Japón                               | 0-2                                 |                                     |                                     | Amistoso                                   |
| 34.                                 | 27 de marzo de 2021                 | Cardiff City Stadium, Cardiff, Gales                        | Gales                               | 1-0                                 |                                     |                                     | Amistoso                                   |
| 35.                                 | 29 de mayo de 2021                  | AT&T Stadium, Arlington, Estados Unidos                     | Islandia                            | 2-1                                 |                                     |                                     | Amistoso                                   |
| 36.                                 | 3 de junio de 2021                  | Mile High, Denver, Estados Unidos                           | Costa Rica                          | 0-0 (5-4 p.)                        |                                     |                                     | Liga de Naciones de 2019/20                |
| 37.                                 | 6 de junio de 2021                  | Mile High, Denver, Estados Unidos                           | Estados Unidos                      | 3-2                                 |                                     |                                     | Liga de Naciones de 2019/20                |
| 38.                                 | 12 de junio de 2021                 | Mercedes-Benz, Atlanta, Estados Unidos                      | Honduras                            | 0-0                                 |                                     |                                     | Amistoso                                   |
| 39.                                 | 3 de julio de 2021                  | Memorial Coliseum, California, Estados Unidos               | Nigeria                             | 4-0                                 |                                     |                                     | Amistoso                                   |
| 40.                                 | 10 de julio de 2021                 | AT&T Stadium, Arlington, Estados Unidos                     | Trinidad y Tobago                   | 0-0                                 |                                     |                                     | Copa de Oro de 2021                        |
| 41.                                 | 14 de julio de 2021                 | Cotton Bowl, Dallas, Estados Unidos                         | Guatemala                           | 0-3                                 |                                     |                                     | Copa de Oro de 2021                        |
| 42.                                 | 18 de julio de 2021                 | Cotton Bowl, Dallas, Estados Unidos                         | El Salvador                         | 1-0                                 |                                     |                                     | Copa de Oro de 2021                        |
| 43.                                 | 24 de julio de 2021                 | State Farm Stadium, Glendale, Estados Unidos                | Honduras                            | 3-0                                 |                                     |                                     | Copa de Oro de 2021                        |
| 44.                                 | 29 de julio de 2021                 | NRG, Houston, Estados Unidos                                | Canadá                              | 2-1                                 |                                     |                                     | Copa de Oro de 2021                        |
| 45.                                 | 1 de agosto de 2021                 | Allegiant, Paradise, Estados Unidos                         | Estados Unidos                      | 1-0                                 |                                     |                                     | Copa de Oro de 2021                        |
| 46.                                 | 2 de septiembre de 2021             | Estadio Azteca, Ciudad de México, México                    | Jamaica                             | 2-1                                 |                                     |                                     | Clasificación para la Copa Mundial de 2022 |
| 47.                                 | 5 de septiembre de 2021             | Estadio Nacional, San José, Costa Rica                      | Costa Rica                          | 0-1                                 |                                     |                                     | Clasificación para la Copa Mundial de 2022 |
| 48.                                 | 7 de octubre de 2021                | Estadio Azteca, Ciudad de México, México                    | Canadá                              | 1-1                                 |                                     |                                     | Clasificación para la Copa Mundial de 2022 |
| 49.                                 | 10 de octubre de 2021               | Estadio Azteca, Ciudad de México, México                    | Honduras                            | 3-0                                 |                                     | Asistencia                          | Clasificación para la Copa Mundial de 2022 |
| 50.                                 | 12 de noviembre de 2021             | TQL Stadium, Cincinnati, Estados Unidos                     | Estados Unidos                      | 2-0                                 |                                     |                                     | Clasificación para la Copa Mundial de 2022 |
| 51.                                 | 16 de noviembre de 2021             | Commonwealth Stadium, Edmonton, Canadá                      | Canadá                              | 2-1                                 |                                     |                                     | Clasificación para la Copa Mundial de 2022 |
| 52.                                 | 31 de enero de 2022                 | Estadio Azteca, Ciudad de México, México                    | Costa Rica                          | 0-0                                 |                                     |                                     | Clasificación para la Copa Mundial de 2022 |
| 53.                                 | 25 de marzo de 2022                 | Estadio Azteca, Ciudad de México, México                    | Estados Unidos                      | 0-0                                 |                                     |                                     | Clasificación para la Copa Mundial de 2022 |
| 54.                                 | 28 de marzo de 2022                 | Estadio Olímpico Metropolitano, San Pedro Sula, Honduras    | Honduras                            | 0-1                                 | Anotado                             |                                     | Clasificación para la Copa Mundial de 2022 |
| 55.                                 | 31 de marzo de 2022                 | Estadio Azteca, Ciudad de México, México                    | El Salvador                         | 0-2                                 |                                     |                                     | Clasificación para la Copa Mundial de 2022 |
| 56.                                 | 29 de mayo de 2022                  | AT&T Stadium, Arlington, Estados Unidos                     | Nigeria                             | 2-1                                 |                                     |                                     | Amistoso                                   |
| 57.                                 | 3 de junio de 2022                  | State Farm Stadium, Glendale, Estados Unidos                | Uruguay                             | 0-3                                 |                                     |                                     | Amistoso                                   |
| 58.                                 | 25 de septiembre de 2022            | Rose Bowl, Pasadena, Estados Unidos                         | Perú                                | 1-0                                 |                                     |                                     | Amistoso                                   |
| 59.                                 | 22 de noviembre de 2022             | Stadium 974, Doha, Catar                                    | Polonia                             | 0-0                                 |                                     |                                     | Copa Mundial de 2022                       |
| 60.                                 | 30 de noviembre de 2022             | Lusail Stadium, Lusail, Catar                               | Arabia Saudita                      | 1-2                                 |                                     |                                     | Copa Mundial de 2022                       |
| 61.                                 | 27 de abril de 2023                 | Estadio Azteca, Ciudad de México, México                    | Jamaica                             | 2-2                                 |                                     |                                     | Liga de Naciones de 2023/24                |
| 62.                                 | 16 de junio de 2023                 | Allegiant Stadium, Las Vegas, Estados Unidos                | Estados Unidos                      | 3-0                                 |                                     |                                     | Liga de Naciones de 2023/24                |
| 63.                                 | 26 de junio de 2023                 | NRG, Houston, Estados Unidos                                | Honduras                            | 4-0                                 |                                     |                                     | Copa de Oro de 2023                        |
| 64.                                 | 30 de junio de 2023                 | State Farm Stadium, Glendale, Estados Unidos                | Haití                               | 1-3                                 |                                     |                                     | Copa de Oro de 2023                        |
| 65.                                 | 3 de julio de 2023                  | Levi's Stadium, Santa Clara, Estados Unidos                 | Catar                               | 0-1                                 |                                     |                                     | Copa de Oro de 2023                        |
| 66.                                 | 9 de julio de 2023                  | AT&T Stadium, Arlington, Estados Unidos                     | Costa Rica                          | 2-0                                 |                                     |                                     | Copa de Oro de 2023                        |
| 67.                                 | 13 de julio de 2023                 | Allegiant Stadium, Las Vegas, Estados Unidos                | Jamaica                             | 0-3                                 |                                     |                                     | Copa de Oro de 2023                        |
| 68.                                 | 17 de julio de 2023                 | SoFi Stadium, Inglewood, Estados Unidos                     | Panamá                              | 0-1                                 |                                     |                                     | Copa de Oro de 2023                        |
| 69.                                 | 10 de septiembre de 2023            | AT&T Stadium, Arlington, Estados Unidos                     | Australia                           | 2-2                                 |                                     |                                     | Amistoso                                   |
| 70.                                 | 13 de septiembre de 2023            | Mercedes-Benz, Atlanta, Estados Unidos                      | Uzbekistán                          | 3-3                                 |                                     |                                     | Amistoso                                   |
| 71.                                 | 15 de octubre de 2023               | Bank of America Stadium, Charlotte, Estados Unidos          | Ghana                               | 2-0                                 |                                     |                                     | Amistoso                                   |
| 72.                                 | 18 de octubre de 2023               | Lincoln Financial Field, Filadelfia, Estados Unidos         | Alemania                            | 2-2                                 |                                     |                                     | Amistoso                                   |
| 73.                                 | 18 de noviembre de 2023             | Estadio Olímpico Metropolitano, San Pedro Sula, Honduras    | Honduras                            | 0-2                                 |                                     |                                     | Liga de Naciones de 2023/24                |
| 74.                                 | 22 de noviembre de 2023             | Estadio Azteca, Ciudad de México, México                    | Honduras                            | 2-0 (4-2 p.)                        | Anotado                             |                                     | Liga de Naciones de 2023/24                |
| 75.                                 | 22 de abril de 2024                 | AT&T Stadium, Arlington, Estados Unidos                     | Panamá                              | 3-0                                 | Anotado                             |                                     | Liga de Naciones de 2023/24                |
| 76.                                 | 25 de abril de 2024                 | AT&T Stadium, Arlington, Estados Unidos                     | Estados Unidos                      | 0-2                                 |                                     |                                     | Liga de Naciones de 2023/24                |
| 77.                                 | 6 de junio de 2024                  | Estadio Mile High, Denver, Estados Unidos                   | Uruguay                             | 0-4                                 |                                     |                                     | Amistoso                                   |
| 78.                                 | 9 de junio de 2024                  | Estadio Azteca, Ciudad de México, México                    | Brasil                              | 2-3                                 |                                     |                                     | Amistoso                                   |

### Resumen estadístico
|                            | Partidos | Goles | Promedio |
| -------------------------- | -------- | ----- | -------- |
| Liga                       | 205      | 16    | 0.24     |
| Copas nacionales           | 42       | 0     | 0        |
| Copas internacionales      | 45       | 4     | 0.07     |
| Selección de México Sub-18 | 2        | 1     | 0.5      |
| Selección de México Sub-20 | 10       | 1     | 0.1      |
| Selección de México        | 79       | 5     | 0.03     |
| Total                      | 383      | 26    | 0.06     |

## Palmarés

### Títulos nacionales
| Título                        | Club              | País         | Año  |
| ----------------------------- | ----------------- | ------------ | ---- |
| Primera División              | C. América        | México       | 2018 |
| Copa México                   | C. América        | México       | 2019 |
| Campeón de Campeones          | C. América        | México       | 2019 |
| Supercopa de los Países Bajos | Ajax de Ámsterdam | Países Bajos | 2019 |
| Copa de los Países Bajos      | Ajax de Ámsterdam | Países Bajos | 2021 |
| Eredivisie                    | Ajax de Ámsterdam | Países Bajos | 2021 |
| Eredivisie                    | Ajax de Ámsterdam | Países Bajos | 2022 |

### Títulos internacionales
| Título                          | Club (*)                      | País                   | Año  |
| ------------------------------- | ----------------------------- | ---------------------- | ---- |
| Copa de Oro de la Concacaf      | Selección de México           | Estados Unidos         | 2019 |
| Copa de Oro de la Concacaf      | Selección de fútbol de México | Estados Unidos- Canadá | 2023 |
| Liga de Naciones de la Concacaf | Selección de México           | Concacaf               | 2025 |
| Copa de Oro de la Concacaf      | Selección de fútbol de México | Estados Unidos- Canadá | 2025 |

(*) Incluyendo la Selección

### Distinciones individuales
| Distinción                                                | Año  |
| --------------------------------------------------------- | ---- |
| XI Ideal del Campeonato Sub-20 de la Concacaf             | 2017 |
| XI Ideal de la Concacaf                                   | 2018 |
| XI Ideal de la Concacaf por la IFFHS                      | 2020 |
| Equipo del Mes de Abril de la Eredivisie                  | 2021 |
| XI Ideal de la Copa Oro                                   | 2021 |
| XI Ideal de la Concacaf                                   | 2021 |
| XI Ideal de la Concacaf por la IFFHS                      | 2021 |
| Equipo del Mes de Mayo de la Eredivisie                   | 2022 |
| XI Ideal de las Clasificatorias al Mundial de la Concacaf | 2022 |
| Equipo del Mes de Enero de la Eredivisie                  | 2023 |
| Equipo del Mes de Febrero de la Eredivisie                | 2023 |